# IC 4494
IC 4494 ist eine Galaxie vom Hubble-Typ S im Sternbild Bärenhüter am Nordsternhimmel, die schätzungsweise 666 Millionen Lichtjahre von der Milchstraße entfernt ist.
Das Objekt wurde am 10. Mai 1904 von Royal Harwood Frost entdeckt.